# فرانسیسکو اسپینوسا
فرانسیسکو اسپینوسا (اسپانیایی: Francisco Espinosa‎؛ زادهٔ ۷ مهٔ ۱۹۶۲) دوچرخه‌سوار اهل اسپانیا است. وی در مسابقات تور دو فرانس و جیرو دیتالیا شرکت کرده است.